# Constant van Waterschoot
Constantinus Theophilus Alouisius (Constant) van Waterschoot (Hontenisse, 5 augustus 1940 – Oostburg, 26 november 2022) was een Nederlands politicus.
Van Waterschoot was een leraar Frans die zeven jaar Eerste Kamerlid voor de PPR was. Hij was woordvoerder onderwijs, verkeer, volkshuisvesting, milieu, landbouw en visserij. Van Waterschoot was vooral actief in de Zeeuwse politiek als Statenlid voor de PPR. Als lid van de Godebaldgroep was Van Waterschoot voorstander van samenwerking van de PPR met de PvdA en D66 in plaats van met de Communistische Partij Nederland en de Pacifistisch Socialistische Partij. In 1991 verliet Van Waterschoot de PPR omdat deze partij samenging met de CPN en de PSP in GroenLinks. Hij richtte met andere PPR-leden Delta Anders op. De partij haalde twee zetels bij de Provinciale Statenverkiezingen van 1991 in Zeeland en GroenLinks slechts een. Na zijn vertrek uit de Senaat werd hij bestuurder van de Nederlandse Toer Fiets Unie en van de natuurbeschermingsorganisatie in Zeeuws-Vlaanderen.

## Wetenswaardigheid
Tijdens een beleidsdebat van de Eerste Kamer, heeft Van Waterschoot op 27 mei 1975 de pejoratieve uitdrukking "achterkamertjespolitiek" geïntroduceerd:
- „Mijnheer de Voorzitter! Ik kom hiermee op een voor ons belangrijk punt. De coördinatie van het monetaire beleid van de slanglanden komt tot stand in frequent informeel overleg, zoals het heet. Wij noemen dit 'achterkamertjes-politiek'. Wanneer een sterk nationaal beleid wordt overgedragen - en daar hebben wij geen enkele moeite mee - dan betekent dit allerminst, dat wij ook zouden willen afzien van de mogelijkheid tot democratische controle, want daar hebben wij wèl de grootste moeite mee.”[3]

## Noot
1. ↑  In memoriam: Constant van Waterschoot, voorzitter, fervent fietser, erelid en eindredacteur. NTFU Wielersportbond. Gearchiveerd op 25 december 2022. Geraadpleegd op 25 december 2022.
2. ↑  DNPP, Kroniek 1991, p. 15
3. ↑  C. van Waterschoot, "inbreng beleidsdebat over het Departement van Financiën". In: Handelingen Eerste Kamer, 1974-1975 27e vergadering, p. 923, kol. 2. Online: repository.overheid.nl. Gearchiveerd op 9 april 2023.

- International Standard Name Identifier: 0000 0003 9561 8673
- Nederlandse Thesaurus van Auteursnamen: 341017809
- Parlement.com: vg09llgux0t6
- Virtual International Authority File: 290364278
- WorldCat: E39PBJpPJfvhmh6hJXFThxc773